# Christine, Texas
Christine là một thị trấn thuộc quận Atascosa, tiểu bang Texas, Hoa Kỳ. Năm 2010, dân số của thị trấn này là 390 người.

## Dân số
- Dân số năm 2000: 436 người.
- Dân số năm 2010: 390 người.